# Vändåtberget
Vändåtberget er et naturreservat i Örnsköldsviks kommun i Sverige der blev oprettet i år 1989, og dækker 345 ha. Området omfatter søerne Inner-Abborrtjärnen, Älgtjärnen, Lill-Abborrtjärnen og Stor-Abborrtjärnen.